# مورگاش، اوب
مورگاش (به صربی: Murgaš) یک روستا در صربستان است که در Ub Municipality واقع شده‌است. مورگاش ۹٫۰۹ کیلومتر مربع مساحت و ۵۶۲ نفر جمعیت دارد و ۱۴۰ متر بالاتر از سطح دریا واقع شده‌است.